# Caddo Mills
Caddo Mills es una ciudad ubicada en el condado de Hunt en el estado estadounidense de Texas. En el Censo de 2010 tenía una población de 1.338 habitantes y una densidad poblacional de 135,91 personas por km².

## Geografía
Caddo Mills se encuentra ubicada en las coordenadas 33°2′21″N 96°14′53″O / 33.03917, -96.24806. Según la Oficina del Censo de los Estados Unidos, Caddo Mills tiene una superficie total de 9.84 km², de la cual 9.82 km² corresponden a tierra firme y (0.26%) 0.03 km² es agua.

## Demografía
Según el censo de 2010, había 1.338 personas residiendo en Caddo Mills. La densidad de población era de 135,91 hab./km². De los 1.338 habitantes, Caddo Mills estaba compuesto por el 90.73% blancos, el 5.23% eran afroamericanos, el 0.37% eran amerindios, el 0.3% eran asiáticos, el 0% eran isleños del Pacífico, el 1.42% eran de otras razas y el 1.94% pertenecían a dos o más razas. Del total de la población el 6.73% eran hispanos o latinos de cualquier raza.